# Arón Piper
Arón Julio Manuel Piper Barbero (Berlino, 29 marzo 1997) è un attore, cantante e rapper tedesco naturalizzato spagnolo, noto principalmente per il ruolo di Ander Muñoz nella serie televisiva Élite.

## Biografia
Arón Piper nasce a Berlino il 29 marzo 1997 da madre spagnola e padre tedesco. Dopo la sua nascita, la famiglia decide di andare a vivere a Barcellona, ma, dopo qualche anno ed un breve periodo trascorso a Gerona, si trasferisce definitivamente a Luarca, nelle Asturie. Fin da piccolo esprime la sua passione per la recitazione.
A soli sei anni inizia a recitare in teatro e nel 2011, all’età di 14 anni, partecipa ad un corso della Comedy Central.
Nel tempo libero si dedica alla sua seconda passione, il rap, che lo porta, nel 2014, ad essere candidato ai premi Goya nella sezione miglior canzone per il film 15 años y un día.

## Filmografia

### Cinema
- Una promessa mantenuta, regia di Daniel Millican (2004)
- Maktub, regia di Paco Arango (2011)
- 15 años y un día, regia di Gracia Querejeta (2013)
- La corona partida, regia di Jordi Frades (2016)
- Los Rodríguez y el más allá, regia di Paco Arango (2019)
- Proyecto Emperador, regia di Jorge Coira (2022)
- Sayen, regia di Alexander Witt (2023)

#### Cortometraggi
- Fracaso escolar, regia di Gracia Querejeta (2012)
- Only when I have nothing to eat, regia di Aureli Vallez (2012)
- Un minuto, regia di David Andrade e Roberto Drago (2018)

### Televisione
- Centro médico (2016-2017)
- Élite – serie TV (2018-2021)
- Derecho a soñar (2019)
- Il caos dopo di te (El desorden que dejas) – miniserie TV (2020)
- Élite - Storie Brevi (Élite - historias breves) – miniserie TV, 3 episodi (2021)
- In silenzio (El silencio) – miniserie TV (2023)

### Videoclip
- Contigo di Gregory Palencia (2018)
- Prendiendo fuego (2020)
- Mal (2020)
- Todo (2020)
- Friends (2020)
- Nieve (2021)

## Discografia

### Album in studio
- 2021 – Nieve
- 2023 – En Tus Sueños (Vol. 1)

### Singoli
- 2020 – Sigo (con Moonkey)
- 2020 – Prendiendo fuego (con Soleá Morente e Maximiliano Calvo)
- 2021 — Nieve
- 2021 — Plastilina (con Jesse Baez)

## Doppiatori italiani
Nelle versioni in italiano dei suoi lavori, Aron Piper è stato doppiato da:
- Edoardo Persia in Élite, Élite - Storie Brevi
- Alessio Nissolino in Il caos dopo di te
- Flavio Aquilone in Sayen
- Lorenzo Crisci ne In Silenzio